# اجورث (گلاسترشر)
اجورث (به انگلیسی: Edgeworth) یک روستا و محله مدنی در بریتانیا است که در Cotswold واقع شده‌است. اجورث ۱۶۵ نفر جمعیت دارد.